# العلاقات الماليزية الهندوراسية
العلاقات الماليزية الهندوراسية هي العلاقات الثنائية التي تجمع بين ماليزيا وهندوراس.

## مقارنة بين البلدين
هذه مقارنة عامة ومرجعية للدولتين:
| وجه المقارنة                                              | ماليزيا       | هندوراس          |
| --------------------------------------------------------- | ------------- | ---------------- |
| المساحة (كم2)                                             | 330.29 ألف    | 112.49 ألف       |
| عدد السكان (نسمة)                                         | 31.62 مليون   | 9.27 مليون       |
| الكثافة السكانية (ن./كم²)                                 | 95.73         | 82.41            |
| العاصمة                                                   | كوالالمبور    | تيغوسيغالبا      |
| اللغة الرسمية                                             | لغة ماليزية   | اللغة الإسبانية  |
| العملة                                                    | رينغيت ماليزي | لمبيرة هندوراسية |
| الناتج المحلي الإجمالي (بليون دولار)                      | 314.50 مليار  | 22.98 مليار      |
| الناتج المحلي الإجمالي (تعادل القوة الشرائية) بليون دولار | 817.43 مليار  | 41.14 مليار      |
| الناتج المحلي الإجمالي الاسمي للفرد دولار أمريكي          | 9.77 ألف      | 2.53 ألف         |
| الناتج المحلي الإجمالي للفرد دولار أمريكي                 | 25.64 ألف     | 4.91 ألف         |
| مؤشر التنمية البشرية                                      | 0.779         | 0.606            |
| رمز المكالمات الدولي                                      | +60           | +504             |
| رمز الإنترنت                                              | .my           | .hn              |
| المنطقة الزمنية                                           | ت ع م+08:00   | 00               |

## منظمات دولية مشتركة
يشترك البلدان في عضوية مجموعة من المنظمات الدولية، منها:
| علم المنظمة | اسم المنظمة                               | تاريخ انضمام ماليزيا | تاريخ انضمام هندوراس |
| ----------- | ----------------------------------------- | -------------------- | -------------------- |
|             | البنك الدولي للإنشاء والتعمير             | 7 مارس 1958          | 27 ديسمبر 1945       |
|             | منظمة التجارة العالمية                    | ?                    | ?                    |
|             | المركز الدولي لتسوية المنازعات الاستشارية | 14 أكتوبر 1966       | 16 مارس 1989         |
|             | منظمة حظر الأسلحة الكيميائية              | ?                    | ?                    |
|             | الفريق المعني برصد الأرض                  | ?                    | ?                    |
|             | الأمم المتحدة                             | 17 سبتمبر 1957       | 17 ديسمبر 1945       |
|             | منظمة الشرطة الجنائية الدولية             | ?                    | ?                    |
|             | وكالة ضمان الاستثمار متعدد الأطراف        | 6 ديسمبر 1991        | 30 يونيو 1992        |
|             | يونسكو                                    | 16 يونيو 1958        | 16 ديسمبر 1947       |
|             | مؤسسة التنمية الدولية                     | 24 سبتمبر 1960       | 23 ديسمبر 1960       |
|             | مؤسسة التمويل الدولية                     | 20 مارس 1958         | 20 يوليو 1956        |
|             | الاتحاد البريدي العالمي                   | ?                    | ?                    |
|             | الاتحاد الدولي للاتصالات                  | 3 فبراير 1958        | 27 أكتوبر 1925       |

## وصلات خارجية
- موقع وزارة الخارجية الماليزية
- موقع وزارة الخارجية الهندوراسية